# Дом, где работал М. П. Галицкий
Дом, где работал М. П. Галицкий или Нежинская земская больница — памятник истории вновь выявленный в Нежине. Сейчас здесь размещается Нежинская центральная городская больница имени М. Галицкого.

## История
Объект был внесён в «список памятников истории вновь выявленных»  под названием Дом, где работал медик, земский деятель, филантроп, организатор сети земской медицины на Нежинщине, основатель Нежинской земской больницы М. П. Галицкий.

## Описание
На месте усадьбы предпринимателя Роговского, купленной в 1894 году Нежинским земство, была построена земская больница. Больница Комитета общественной опеки 1 мая 1885 года была передана Нежинскому земству. Имела 25 коек и амбулаторию, где работали 3 врача и 7 фельдшеров. Для развития больницы много сделал врач М. П. Галицкий, который здесь работал 42 года (1887—1925 годы). По этому больницу в народе называли Галицкой. Из-за популярности Галицкого здесь лечились не только жители Нежина, но жители Черниговского и других уездов. В 1920 году земская больница преобразована в государственную больницу.